# Franciszek Pieczka. Portret na 70-lecie
Pour plus de détails, voir Fiche technique et Distribution.
Franciszek Pieczka. Portret na 70-lecie est un film polonais réalisé par Krystyna Piaseczna et sorti en 1998,,.

## Fiche technique
- Titre original : Franciszek Pieczka. Portret na 70-lecie
- Réalisation : Krystyna Piaseczna
- Scénario : Krystyna Piaseczna
- Musique : Jolanta Grzybowska
- Photographie : Tomasz Czerniejewski et Adam Kaczanowski
- Son : Janusz Piwecki
- Montage : Wojciech Kubiak
- Production : Wielisława Rokicka
- Société(s) de production : Telewizja Polska
- Pays de production :  Pologne
- Langue originale : polonais
- Format : couleur
- Genre : biographique
- Durée : 42 minutes
- Dates de sortie :
  - Pologne : 1998

## Distribution
- Franciszek Pieczka : lui-même